# 坎辛風
坎辛風（阿拉伯语：‎，羅馬化：Khamsin），是埃及和苏丹共和国常见的一种季节性灾害性天气。
坎辛風是酷热的南风。由于埃及大部分屬熱帶沙漠氣候，地勢平坦，乾燥少雨，日照強烈，每年3月至5月间易形成局部性低氣壓，造成乾燥的坎辛風。因为坎辛风起自沙漠地区，故携带有大量沙尘，对人、畜均有伤害。
坎辛為阿拉伯語“五十”的意思，因此風全年所吹拂的時間約可達50日而得名。